# Feigenblättriger Gänsefuß

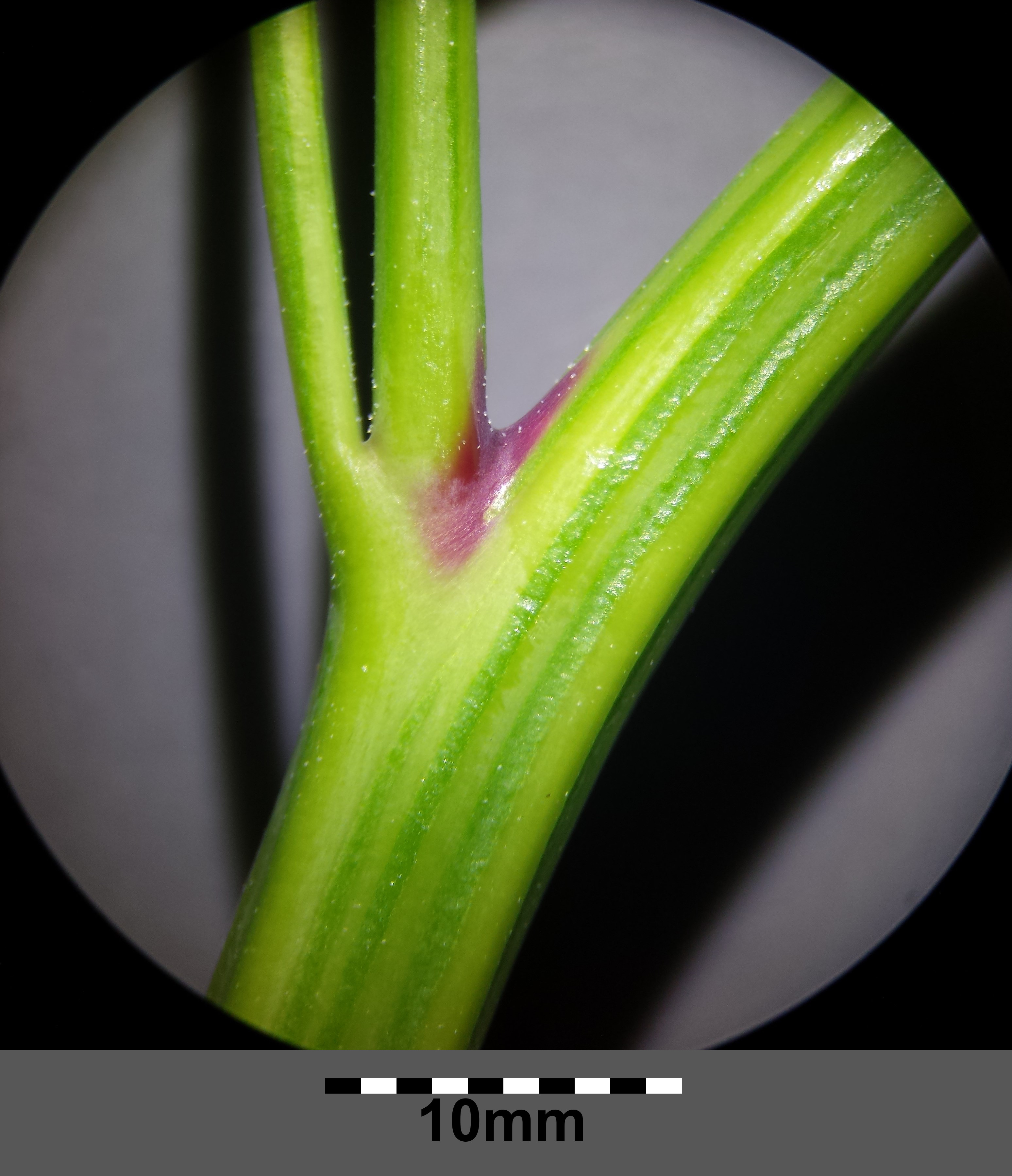
Die Laubblattachseln weisen meist einen intensiven roten Fleck auf.

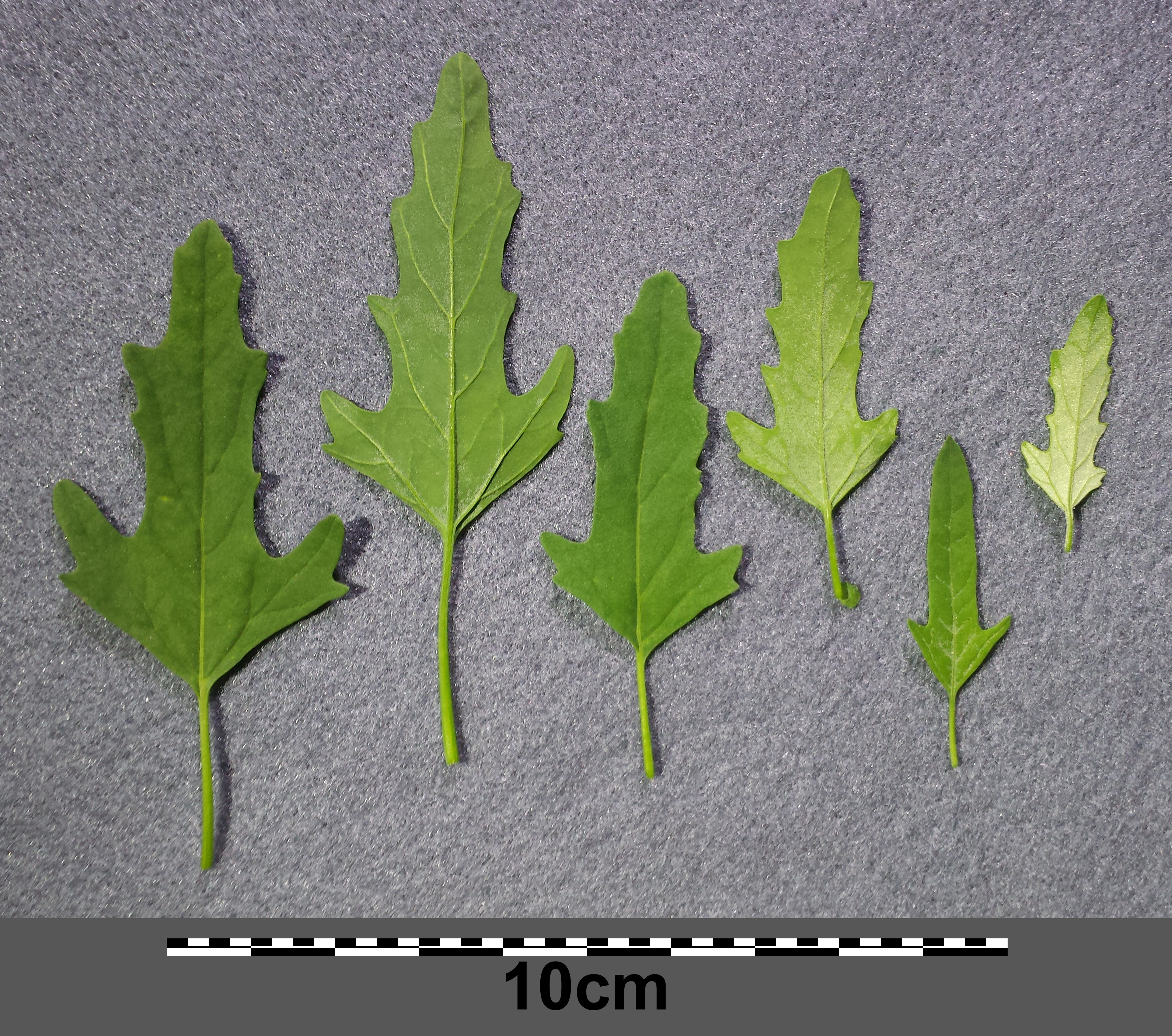
Die Laubblätter weisen tief sitzende Seitenlappen und einen fast linealischen Mittellappen auf.

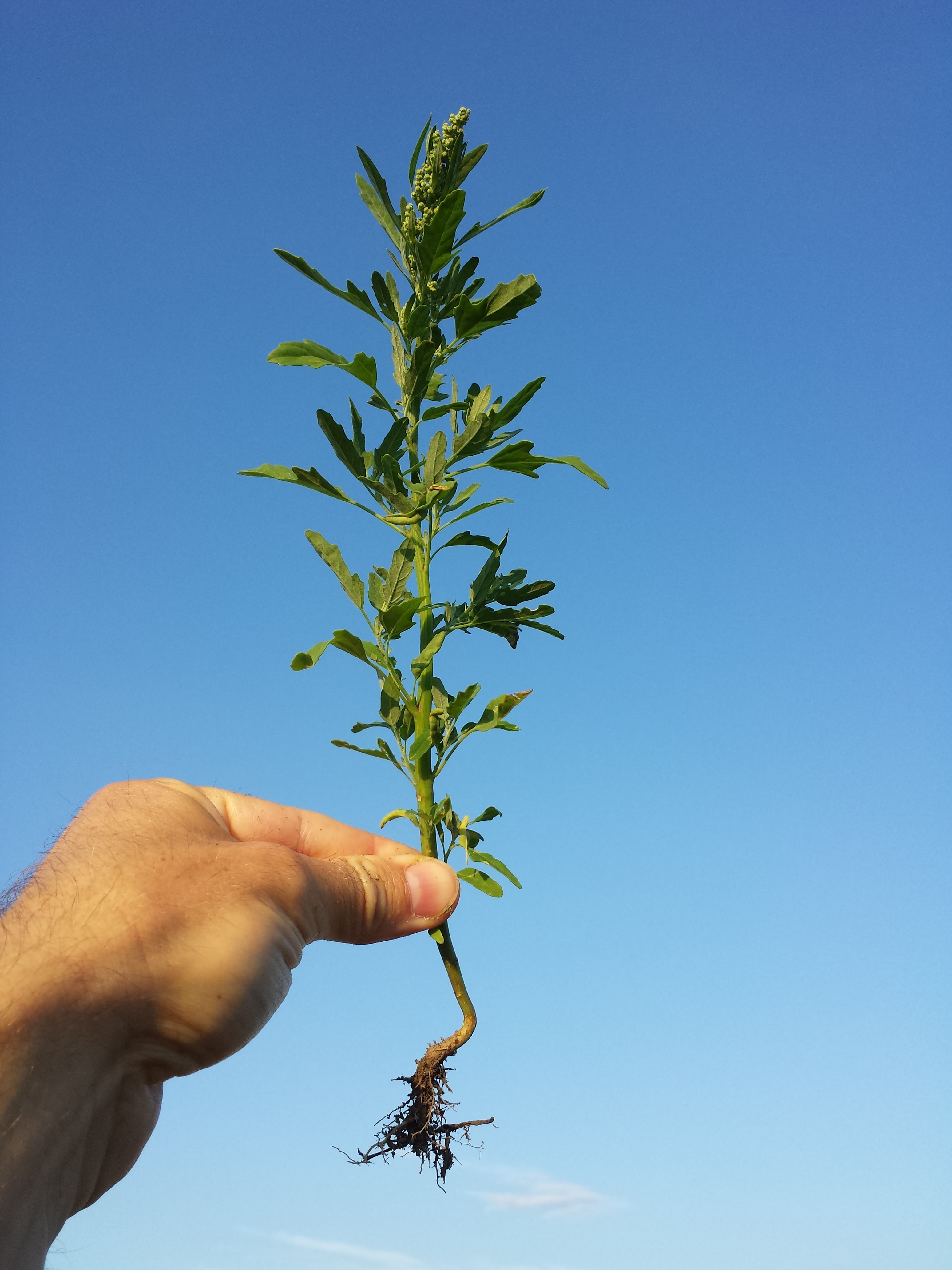
Feigenblättriger Gänsefuß (Chenopodium ficifolium)

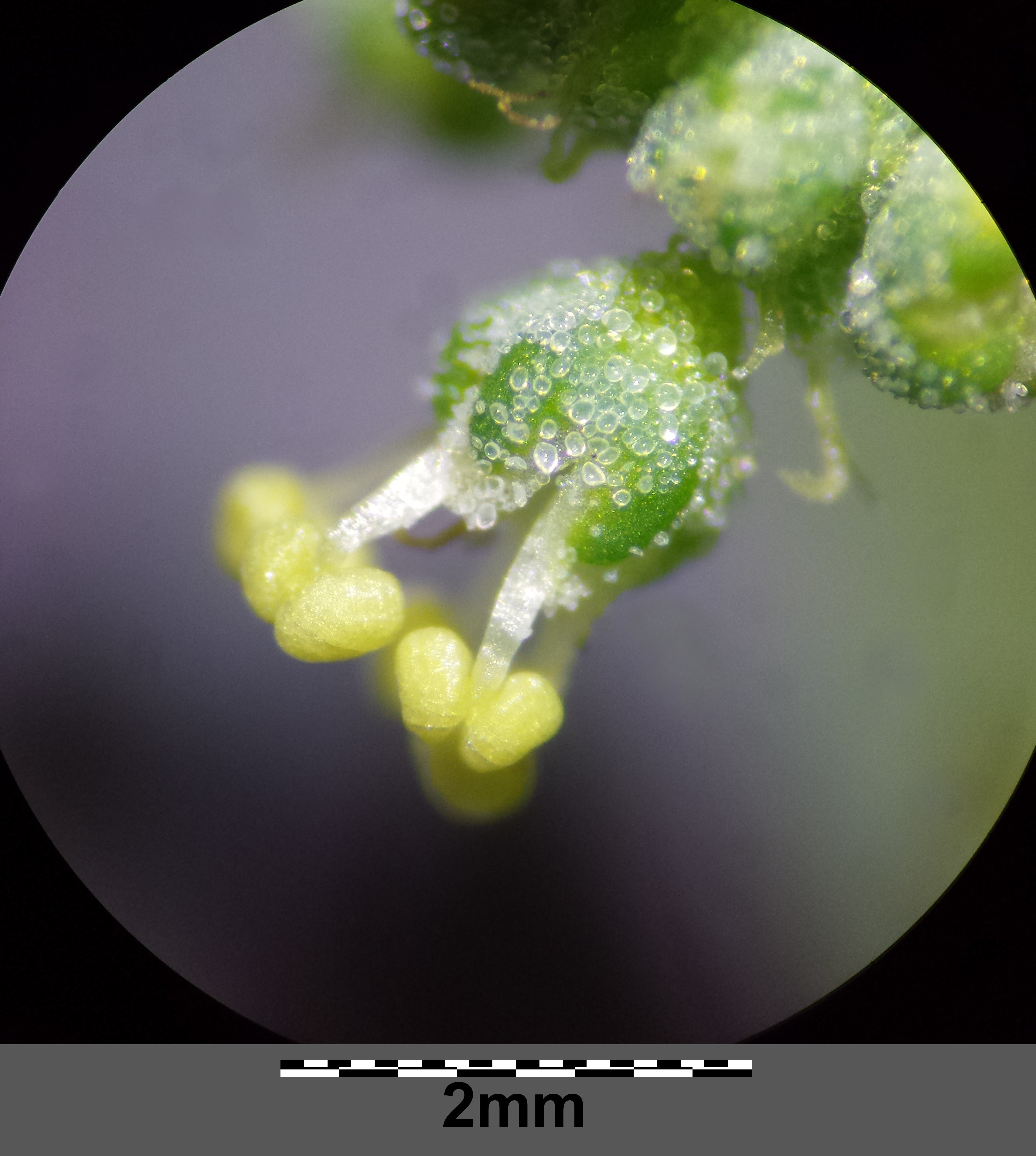
Die Blüten sind dicht mit Blasenhaaren besetzt.

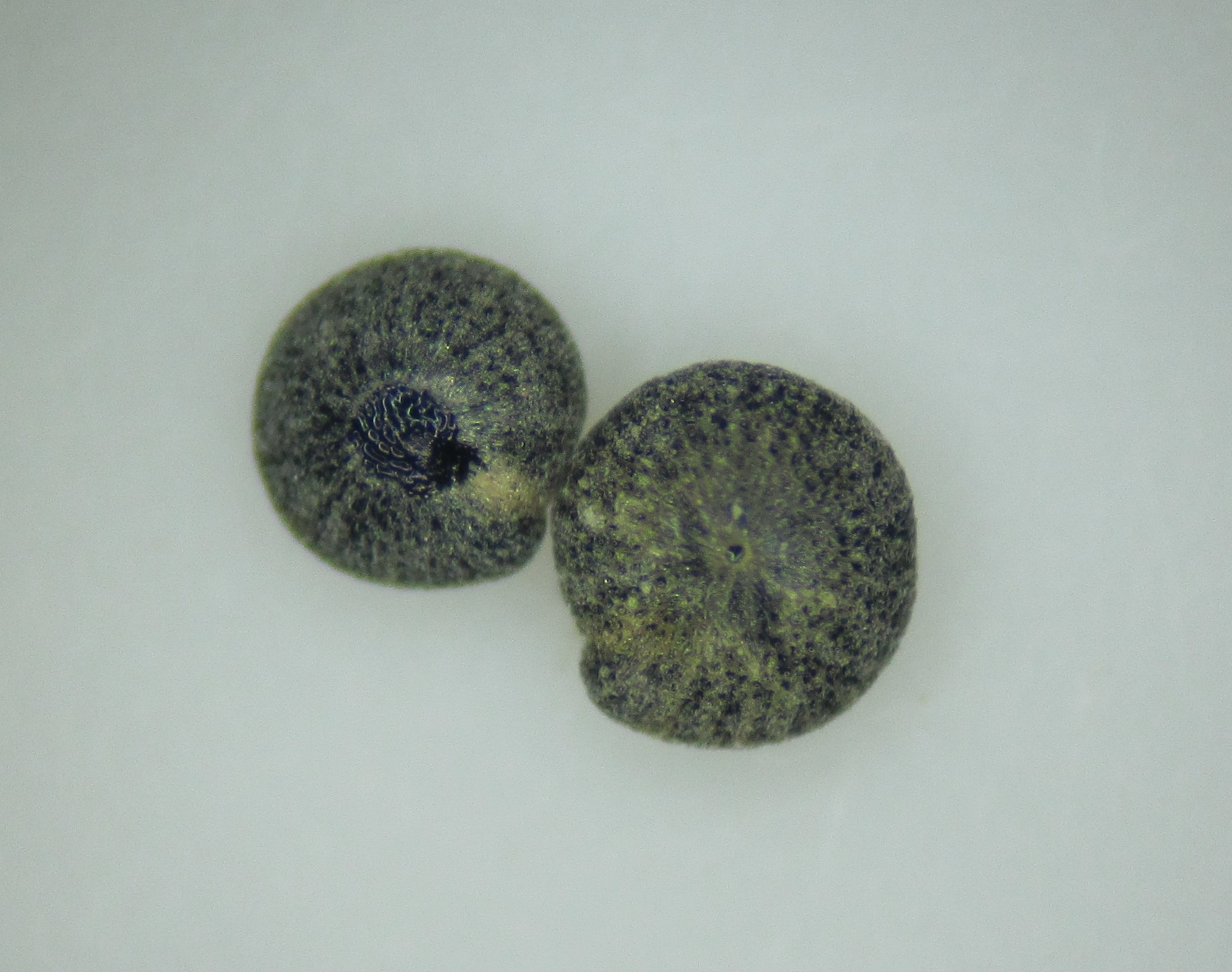
Von der Fruchtwand umhüllte Samen

Der Feigenblättrige Gänsefuß (Chenopodium ficifolium), auch Feigenblatt-Gänsefuß genannt, ist eine in Mitteleuropa heimische Pflanzenart in der Familie der Fuchsschwanzgewächse (Amaranthaceae).

## Beschreibung

### Vegetative Merkmale
Der Feigenblättrige Gänsefuß ist eine einjährige krautige Pflanze mit einer Wuchshöhe von 10 bis 120 cm und ohne auffälligen Geruch. Der aufrechte Stängel ist grün gestreift und gerippt, seine Oberfläche ist kahl oder im Blütenstand mehlig bestäubt.
Die schwach bemehlten Blätter sind 0,3 bis 4,5 cm lang gestielt. Die Blätter erreichen eine Länge von 2.5 bis 6 cm und eine Breite von 1,2 bis 3,5 cm. Die Blattspreite ist schmal eiförmig bis länglich und deutlich dreilappig mit tief sitzenden Seitenlappen und verlängertem schmalem, parallelrandigen Mittellappen, welcher am Rand unregelmäßig buchtig gezähnt oder fast ganzrandig sein kann. Die Blattspitze ist stumpf oder leicht zugespitzt, der Blattgrund ist keilförmig verschmälert.

### Blütenstand und Blüte
Die Blütenstände bestehen aus blattachselständigen oder endständigen Rispen mit knäueligen Teilblütenständen. Die unregelmäßig kugeligen Blütenknäuel von 1,7 bis 1,9 mm Durchmesser enthalten mehrere Blüten in unterschiedlichen Stadien der Entwicklung. Blütenstiele und Blütenhülle sind mehlig bestäubt, und verkahlen später. Die zwittrigen Blüten besitzen fünf krautige Blütenhüllblätter, die an der Basis zu einer 0,3 mm langen Röhre verbunden sind. Die freien, gewölbten Tepalenzipfel sind breit eiförmig, 0,5 bis 0,9 mm lang und 0,5 bis 0,8 mm breit, am Rücken gekielt und weiß hautrandig. Die fünf Staubblätter ragen zur Blütezeit aus der Blütenhülle heraus. Es ist ein Fruchtknoten mit zwei fadenförmigen Narben vorhanden.

### Frucht und Samen
Die Frucht bleibt von der Blütenhülle umschlossen und fällt zusammen mit dieser ab. Die Frucht ist flachgedrückt eiförmig, die glatte Fruchtwand umschließt den Samen, ohne mit ihm zu verwachsen. Der horizontale Same ist linsenförmig, mit stumpfem Rand und misst 0,9 bis 1 mm im Durchmesser. Die schwarze, glänzende  Samenschale ist deutlich mit feinen länglichen, wabenartigen Gruben bedeckt. Der Embryo ist ringförmig.
Die Blütezeit reicht von Juni bis September. Die Bestäubung erfolgt in der Regel durch den Wind.

### Chromosomenzahl
Die Chromosomenzahl beträgt 2n = 18, bei einer Untersuchung wurden auch 2n = 36 gefunden.

## Vorkommen
Der Feigenblättrige Gänsefuß ist in Südeuropa und Asien heimisch, in Mitteleuropa ist er ein Archäophyt. Gelegentlich kommt er bis nach Nordafrika und Nordeuropa vor. Als eingeführte Art ist er auch in Nordamerika verbreitet.
Er wächst in frischen (Hackfrucht)-Äckern und an gestörten, stickstoffreichen Ruderalstellen, beispielsweise an Müllplätzen, Straßenrändern oder Ufern. Von der Ebene kommt er bis in die montane Höhenstufe vor. Im System der Pflanzensoziologie gilt er als eine Trennart des Verbands Chenopodion rubri, mit Hauptvorkommen im Chenopodio-Oxalidetum fontanae. Die ökologischen Zeigerwerte nach Landolt et al. 2010 sind in der Schweiz: Feuchtezahl F = 3+w (feucht aber mäßig wechselnd), Lichtzahl L = 4 (hell), Reaktionszahl R = 4 (neutral bis basisch), Temperaturzahl T = 4+ (warm-kollin), Nährstoffzahl N = 4 (nährstoffreich), Kontinentalitätszahl K = 3 (subozeanisch bis subkontinental).

## Systematik
Die Erstveröffentlichung von Chenopodium ficifolium erfolgte 1800 durch James Edward Smith.
Synonyme für Chenopodium ficifolium Sm. sind Anserina ficifolia (Sm.) Montandon, Chenopodium blomianum Aellen, Chenopodium ficifolium var. albovenosum F.Dvorák, Chenopodium ficifolium subsp. blomianum (Aellen) Aellen, Chenopodium ficifolium var. coronatum Beauge, Chenopodium ficifolium var. rubescens (Aellen) F.Dvorák, Chenopodium ficifolium var. subcymosum (Aellen) F.Dvorák, Chenopodium filifolium Krock., Chenopodium populifolium Moq. und Chenopodium trilobum Schult. ex Moq. Von manchen Autoren wurde diese Art auch fälschlich Chenopodium serotinum genannt.

## Nutzung
Die jungen Blätter und Blütenknospen von Chenopodium ficifolium können gekocht als Gemüse wie Spinat oder in Suppen zubereitet werden. Rohe Blätter sollten allerdings wegen des Gehalts an Saponinen nur in geringen Mengen verzehrt werden. Die Samen sind ebenfalls essbar und können geröstet als Gewürz wie Sesam über die Speisen gestreut werden.
Die ganze Pflanze kann als Färbepflanze für goldgrüne Farbtöne verwendet werden.